# Weinmannia cundinamarcensis
Weinmannia cundinamarcensis är en tvåhjärtbladig växtart som beskrevs av José Cuatrecasas. Weinmannia cundinamarcensis ingår i släktet Weinmannia och familjen Cunoniaceae. Inga underarter finns listade i Catalogue of Life.